# Wings (groupe)
Pour les articles homonymes, voir Wings.
Wings (connu sous le nom de Paul McCartney and Wings) est un groupe de rock britanno-américain fondé en 1971 par Paul McCartney, un an après la séparation des Beatles. Sa formation connaît de multiples variations jusqu'à sa dissolution en 1981, autour d'un noyau dur formé par Paul, son épouse Linda McCartney et Denny Laine, ancien guitariste et chanteur des Moody Blues. Au cours de ses dix ans d'existence s'y succèdent également les guitaristes Henry McCullough, Jimmy McCulloch, Laurence Juber et les batteurs Geoff Britton, Denny Seiwell, Joe English et Steve Holley.
Durant son existence, le groupe publie une trentaine de singles dont plusieurs no 1, notamment Mull of Kintyre, et sept albums studios, de Wild Life en 1971 à Back to the Egg en 1979, plus un album live en 1976 : Wings over America. Les disques sont principalement l’œuvre de Paul McCartney, bien que Denny Laine soit également à l'origine de quelques compositions. Wings a donc parfois été considéré par la critique comme un groupe au service de l'ex-Beatle. Après des débuts mal accueillis par la critique, le groupe connaît son plus grand succès avec l'album Band on the Run en 1973.
Fondé par McCartney avec pour principal objectif de reprendre les tournées, le groupe débute en 1972 par le Wings University Tour, une série de concerts dans les universités britanniques. En 1975, la tournée mondiale Wings Over the World tour sera la plus grande du groupe et connaîtra un grand succès, donnant lieu à l'album live Wings over America et au film Rockshow. La tournée japonaise que le groupe entreprend en 1980 est cependant annulée à la suite de l'arrestation de Paul McCartney pour possession de marijuana. Après la séparation du groupe en 1981, McCartney poursuit à nouveau sa carrière en solo.

## Histoire

### Débuts du groupe (1971-1973)

#### Ram et les origines du groupe

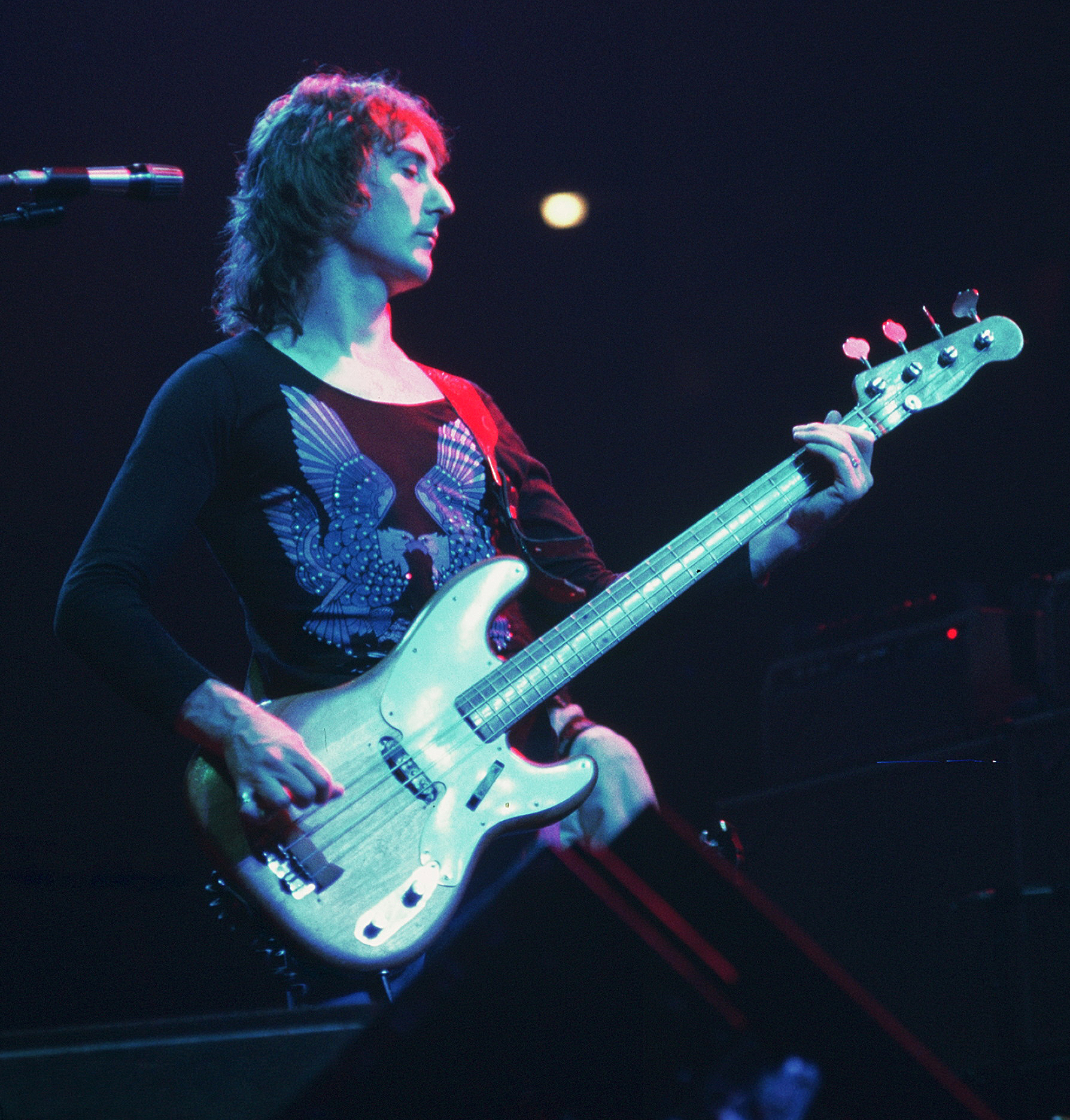
Denny Laine à la basse, forme avec le couple McCartney, le noyau permanent de Wings.

À la suite de la séparation des Beatles, fin 1969, Paul McCartney enregistre seul l'album McCartney qui sort un mois avant le disque Let It Be des Beatles, au printemps 1970 ; il y joue de tous les instruments et sa femme Linda McCartney assure les chœurs. L'aspect brouillon de cet album qui déçoit la critique le pousse cependant à vouloir rejouer rapidement en groupe : c'est à cet effet qu'il s'embarque avec son épouse aux États-Unis. Il y enregistre ensuite l'album Ram, toujours aidé de Linda, qu'il a formée au piano et aux harmonies vocales et qui se voit attribuer le crédit d'une partie des chansons, pour sa participation mais aussi parce que, les ex-Beatles étant en plein procès, les droits d'auteur de son mari sont gelés par la procédure. Parmi les musiciens présents lors des enregistrements, on trouve également les guitaristes David Spinozza et Hugh McCracken, ainsi que le batteur Denny Seiwell. Une bonne ambiance s'installe, et le résultat remet McCartney en confiance. Décidé à reprendre les tournées, qu'il avait arrêtées en 1966 avec les Beatles, il envisage de former un groupe, et invite pour cela McCracken, Seiwell, ainsi que leurs épouses dans sa ferme écossaise. Les musiciens commencent à y travailler, mais McCracken est rapidement frustré par l'ambiance campagnarde des sessions, et repart à New York. Il s'agit alors de trouver un nouveau guitariste.
McCartney se tourne alors vers Denny Laine, un ex-membre des Moody Blues qu'il a quitté avant leur succès Nights in White Satin. Laine et McCartney s'étaient rencontrés durant les années 1960, et l'offre qui lui est proposée est une aubaine pour le guitariste dont la carrière est alors au point mort. Enfin, Paul persuade sa femme Linda de s'engager dans le groupe pour ajouter quelques accords de claviers et des harmonies vocales. McCartney, pour sa part, se charge également du chant, de la composition, et de la production : lorsqu'on lui demande pourquoi il ne s'est pas entouré de musiciens plus connus, il explique avoir voulu préserver une formation plutôt simple. Cependant, il est probable qu'il ait aussi voulu, après les querelles d'ego qui ont marqué la fin des Beatles, s'assurer qu'il garderait le contrôle de la situation.
La situation du groupe est précaire : payés 70 livres par semaine, ses membres reçoivent moins que ce qu'ils auraient pu gagner en continuant à travailler comme musiciens de studio. Qui plus est, les liens entre McCartney et Apple Corps empêchent de signer des contrats officiels. Enfin, il leur faut batailler pour que Seiwell, américain, puisse obtenir un visa pour travailler en Angleterre. Le 3 août 1971, McCartney annonce la création du groupe, tout en précisant qu'il n'a pas encore de nom. Inspiré par un de ses rêves lors de la naissance difficile de sa fille Stella en septembre 1971, dans lequel il voit sa mère Mary McCartney entourée d'anges, il appelle le groupe Wings. Il avait auparavant envisagé les noms de « The Dazzlers » et de « Turpentine » (signifiant respectivement « les éblouissants » et « térébenthine »).

#### Un lancement décevant

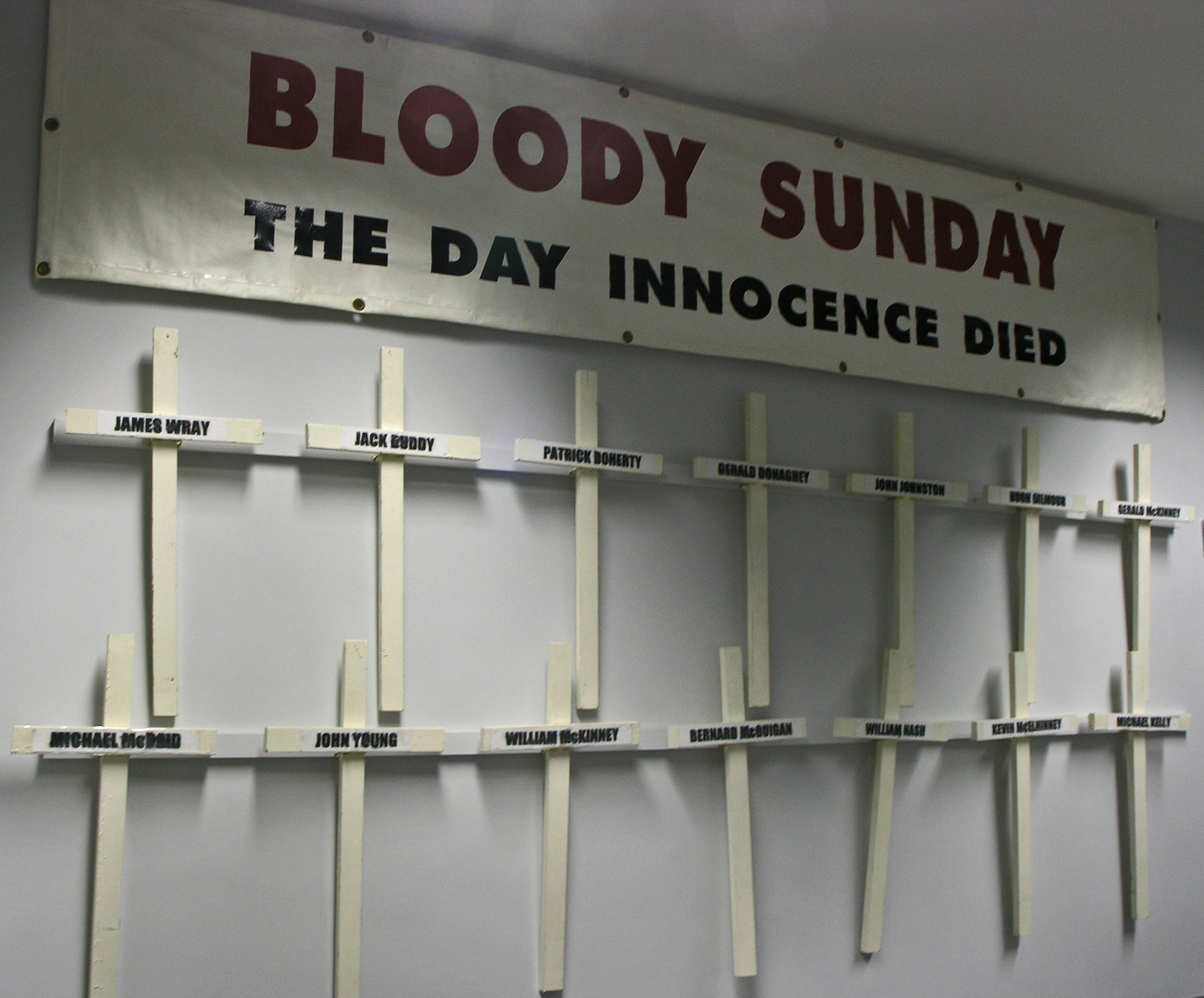
Le premier single de Wings, Give Ireland Back to the Irish, est enregistré en protestation contre le Bloody Sunday.

Inspiré par la rapidité avec laquelle Bob Dylan a enregistré son dernier album, New Morning, McCartney espère boucler un premier disque rapidement avec son nouveau groupe. Après quelques répétitions dans sa ferme écossaise, il part avec Wings dans les studios d'Abbey Road pour enregistrer le disque en quelques jours : cinq des huit chansons sont enregistrées en une seule prise, tandis que l'opération totale, mixage compris, prend deux semaines. Pour lancer le groupe officiellement, une soirée est organisée à Londres en novembre 1971, à laquelle assistent plusieurs célébrités connues ; puis un entretien est publié quelques jours plus tard par le Melody Maker.
Lorsqu'il sort en décembre 1971, Wild Life ne bénéficie pas d'efforts de promotion. En effet, nulle part sur le recto de la pochette ne figure le nom du groupe, ni d'ailleurs, celui plus prestigieux de son leader. De plus, la photographie montre le groupe, au bord d'un lac, noyé dans le paysage. Le verso de la pochette contient un bref historique fictif du groupe, rédigé par McCartney sous pseudonyme. Cette description n'est pas du goût de Denny Seiwell, dont il est écrit qu'il est descendu de l'avion qui le menait en Angleterre en portant sa femme, îvre, sur ses épaules ! Il s'en plaint trop tard pour que la mention puisse être retirée. Musicalement, le disque se révèle très dépouillé ; les critiques et le public l'accueillent sèchement.
Dès le mois de janvier 1972, McCartney, décidé à reprendre les tournées, engage Henry McCullough comme guitariste solo sur les conseils de Denny Laine. À cinq, ils enregistrent au début du mois de février le rock contestataire de McCartney, composé en référence au Bloody Sunday : Give Ireland Back to the Irish. Chanson en faveur du rattachement de l'Irlande du Nord à la république d'Irlande, elle est rapidement censurée par la BBC, mais aussi d'autres radios à l'étranger. Malgré la censure, il atteint la quinzième place des hit-parades britanniques, mais reste un morceau mineur dans l’œuvre du groupe. Denny Laine exprime ainsi certaines réticence au sujet de ce genre d'engagement, tandis que le frère de McCullough, résidant en Irlande du Nord, se fait tabasser. Le single suivant du groupe, la chanson pour enfants Mary Had a Little Lamb, apparaît alors comme un pied de nez à ses réactions ; cependant, le groupe avait déjà commencé à travailler dessus avant les déboires de Give Ireland Back to the Irish. Ce deuxième single ne connaît pas un grand succès.

#### Tournée des universités et premiers succès

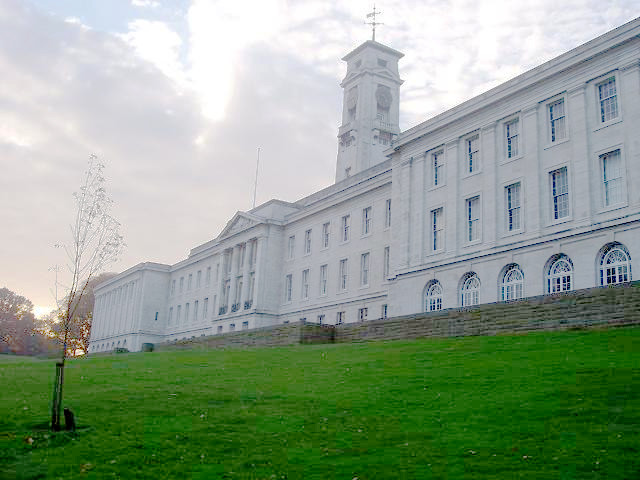
La première tournée de Wings débute à l'université de Nottingham.

Pour reprendre les tournées, Wings décide de se produire à l'improviste dans les universités britanniques : l'attente est forte, c'est la première fois qu'un ex-Beatles entame une tournée, même modeste, depuis 1966. C'est ainsi que, le 8 février 1972, Wings arrive à l'université de Nottingham et proposent d'y faire un concert, organisé le lendemain. 700 étudiants y assistent. Le groupe y reprend quelques-unes de ses premières chansons, et des standards du rock. En revanche, McCartney se refuse catégoriquement à reprendre des chansons du répertoire des Beatles. Le reste de la tournée est à l'avenant : réalisé dans d'autres universités britanniques, sans manager, et avec seulement deux techniciens. L'ambiance est bon enfant ; le groupe encore parfois hésitant, oublie certains accords dans l'interprétation des chansons mais le public est enthousiaste. Aucune promotion n'est organisée, mais, lorsqu'ils découvrent que le public est trop nombreux à Leeds, Wings y repousse son concert. Au total, cette tournée des universités ne dure qu'une quinzaine de jours.
Une fois les concerts terminés, Wings se rend aux studios d'Abbey Road pour commencer à travailler à leur nouvel album, avec comme producteur Glyn Johns, qui avait travaillé avec les Beatles sur Let It Be. L'ambiance se tend rapidement entre lui et certains membres du groupe, et il finit par abandonner, laissant le soin à Paul McCartney d'assurer la production du disque. Au mois de juin, sans pour autant sortir de nouvel album, Wings annonce une tournée européenne durant l'été, débutant en France, puis en Suisse, en Allemagne de l'Ouest, en Scandinavie, aux Pays-Bas et en Belgique. La tournée se fait dans la continuité de celle des universités ; les prix des concerts étant très bas. Si le public est au rendez-vous, les critiques se montrent plus dures sur des prestations qui ne semblent pas encore bien rodées, notamment en ce qui concerne le jeu de Linda McCartney. La tournée est troublée par des incidents avec les autorités, le groupe faisant passer en douce du cannabis, plusieurs des membres, notamment McCartney, ne pouvant s'en passer. Si la tournée est profitable au groupe, qui peut ainsi apprendre à se coordonner, elle est en revanche décevante d'un point de vue financier, puisqu'elle n'entraîne pas de profits.
En décembre 1972, après quelques semaines de vacances, Wings sort le single Hi, Hi, Hi. Ce rock tonique est assez rapidement censuré, les radios y voyant des allusions à la drogue et au sexe. Cette censure n'empêche pas le disque de connaître une troisième place dans les classements britanniques, tandis que la face B -le reggae C Moon-, diffusée à la radio, connaît également un certain succès. Le véritable succès vient cependant en mars 1973 avec le single My Love, extraite de l'album à paraître. Cette ballade séduit aisément le public, mais aussi la critique. Le Melody Maker titre ainsi « Magic is back! » à sa sortie.
À la même époque, Wings enregistre la chanson originale du nouvel épisode de James Bond, Vivre et laisser mourir. La chanson, Live and Let Die, sortie en single l'année suivante, devient un classique du groupe. Le nouvel album du groupe, Red Rose Speedway sort finalement début mai : il devait à l'origine être double, mais plusieurs chansons en ont été écartées. Outre My Love, on y retrouve plusieurs chansons remontant à la période de Ram. Bien que sa qualité soit jugée à postériori inégale, le disque connaît à l'époque un grand succès, entraîné par le single qui l'a précédé, et il atteint la tête des classements aux États-Unis. Afin de ne pas réitérer l'échec de Wild Life, le nom de McCartney, ainsi que son visage en gros plan, figurent cette fois sur la pochette.

### Apogée de Wings (1973 - 1976)

#### Du Nigeria à Londres: Band on the Run

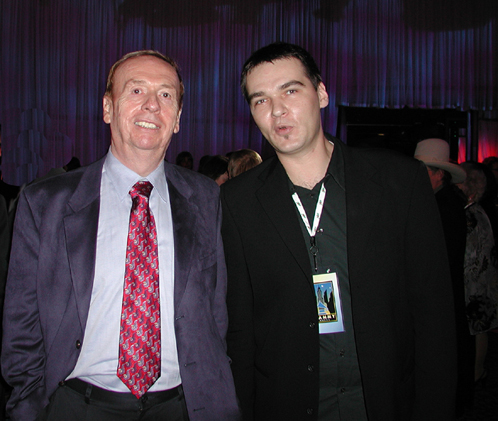
Pour Band on the Run, McCartney retrouve l'ingénieur du son Geoff Emerick (à gauche), avec qui il avait travaillé avec les Beatles.

En mai - juin 1973, le groupe entame sa première véritable tournée britannique, pour promouvoir Red Rose Speedway. Les concerts connaissent un bon succès, et les critiques les voient d'un bon œil. L'année est par ailleurs très prolifique pour les ex-Beatles avec la publication de compilations à succès (The Beatles 1962–1966 et 1967–1970 sortie toutes les 2 en 1973) et de l'album Ringo auquel ils ont participé tous les quatre. Les rumeurs d'un retour des Beatles vont bon train, et les membres de Wings savent que l'aventure pourrait être éphémère, comme le déclare Henry McCullough à la presse.
Au début de l'été, Paul McCartney se sent en veine pour enregistrer un nouvel album. Lassé des enregistrements à Londres, il demande à EMI de lui indiquer ses studios situés dans des endroits plus exotiques. Il se tourne alors vers le studio de Lagos au Nigeria. Tout est organisé, et l'ingénieur du son Geoff Emerick, qui a participé aux albums des Beatles, est également du voyage. Toutefois, à la veille du départ, McCullough et Seiwell quittent tour à tour le groupe, le premier à cause de frictions de plus en plus prononcées avec McCartney, le second pour raisons familiales. C'est donc à trois que les Wings s'envolent pour le Nigeria.
L'enregistrement y est alors chaotique : le groupe découvre le pays très éloigné de ce que ses membres s'imaginaient. Quant au studio, il est en cours d'aménagement et ne dispose pas des équipements nécessaires à l'enregistrement d'un album rock ; il faut acquérir petit à petit le matériel. Le groupe travaille néanmoins à l'enregistrement de premières chansons à partir de septembre, McCartney se chargeant de la batterie et parfois des guitares en plus de la basse. Les ennuis ne s'arrêtent pas là : McCartney est victime d'un malaise et doit être emmené en urgence à l'hôpital. Le couple est également victime, en pleine rue, du vol de plusieurs ébauches de chansons. Enfin, le musicien local Fela leur reproche d'être venus voler le patrimoine musical africain ; bien que le seul musicien africain participant à l'album, Remi Kabaka aux percussions, soit embauché lors de sessions postérieures à Londres.
En dépit de cela, les enregistrements se poursuivent durant trois semaines ; puis le mixage est réalisé à Londres en octobre, ainsi que des prises additionnelles. Le groupe publie, en avance, le single Helen Wheels, annonciateur de l'album et qui connaît un certain succès. Lorsque l'album Band on the Run est publié en décembre, il connaît un succès immense. Il devient disque d'or en deux jours aux États-Unis, se classe en tête des classements des deux côtés de l'Atlantique ; c'est le disque le plus vendu au Royaume-Uni de l'année 1974. La critique plébiscite également l'album, considéré comme un des meilleurs de son auteur, et qui reçoit un Grammy Award en 1975. Avec ce succès, Wings est désormais pris au sérieux dans le monde musical et atteignent un sommet de leur carrière.

#### De nouveaux arrivants pour Venus and Mars

En 1975, l'album Venus and Mars est récompensé pour sa pochette, représentant deux boules de billard sur fond noir

Après le succès de Band on the Run, Wings envisage à nouveau de reprendre les tournées pour en profiter. Ce qui implique de retrouver un guitariste et un batteur. Lorsqu'ils avaient travaillé sur un projet de Linda McCartney, finalement publié que des années plus tard, Wings avait fait appel à un jeune guitariste, Jimmy McCulloch. La collaboration ayant été profitable, ils le rappellent spontanément pour tenir un rôle plus permanent dans la formation. Pour ce qui est de la batterie, ils finissent par recruter Geoff Britton, par ailleurs ceinture noire de karaté. Bien vite, des tensions apparaissent entre lui et les autres membres du groupe, dont il n'apprécie pas franchement le mode de vie et la consommation de drogue à des lieues de ses habitudes. Ensemble, ils enregistrent leur seule publication inédite de 1974, le single Junior's Farm, morceau mineur de la discographie du groupe, qui connaît pourtant un petit succès à sa sortie. Sous le nom de « The Country Hams », Wings publie également l'anecdotique Walking in the Park with Eloise, composée des années plus tôt par le père de McCartney, James.
Le reste de l'année, McCartney se consacre surtout à la composition. Il engrange ainsi un matériel qui lui sert sur les albums suivants du groupe. C'est avec ces chansons en poche que le groupe se rend en janvier 1975 à La Nouvelle-Orléans pour mettre en boîte le futur Venus and Mars. L'ambiance est lourde ; Britton supporte de moins en moins le fait que Denny Laine se moque des kimonos qu'il porte pour enregistrer ses parties de batterie, et se sent trop isolé dans le groupe pour y rester. Après l'enregistrement de seulement trois chansons, il claque la porte. Il est aussitôt remplacé par l'Américain Joe English.
L'enregistrement se poursuit ensuite de façon plus pacifique. L'album marque une forme de démocratisation au sein du groupe : ainsi, Jimmy McCulloch y compose une chanson, Medicine Jar, rock dans lequel il évoque les problèmes de drogue qui lui coûteront la vie quatre ans plus tard. Denny Laine, pour sa part, s'il ne compose pas, interprète le mystérieux Spirit of the Ancient Egypt. Le disque connaît un grand succès à sa sortie : comme son prédécesseur, il atteint la tête des classements des deux côtés de l'Atlantique. Les critiques reçoivent plus fraîchement l'album : tout en lui reconnaissant de grandes qualités musicales, ils en trouvent les thèmes trop légers. Quoi qu'il en soit, Wings tient là un deuxième grand succès d'affilée, lui permettant d'annoncer une tournée mondiale dans de bonnes conditions.

#### Tournée mondiale

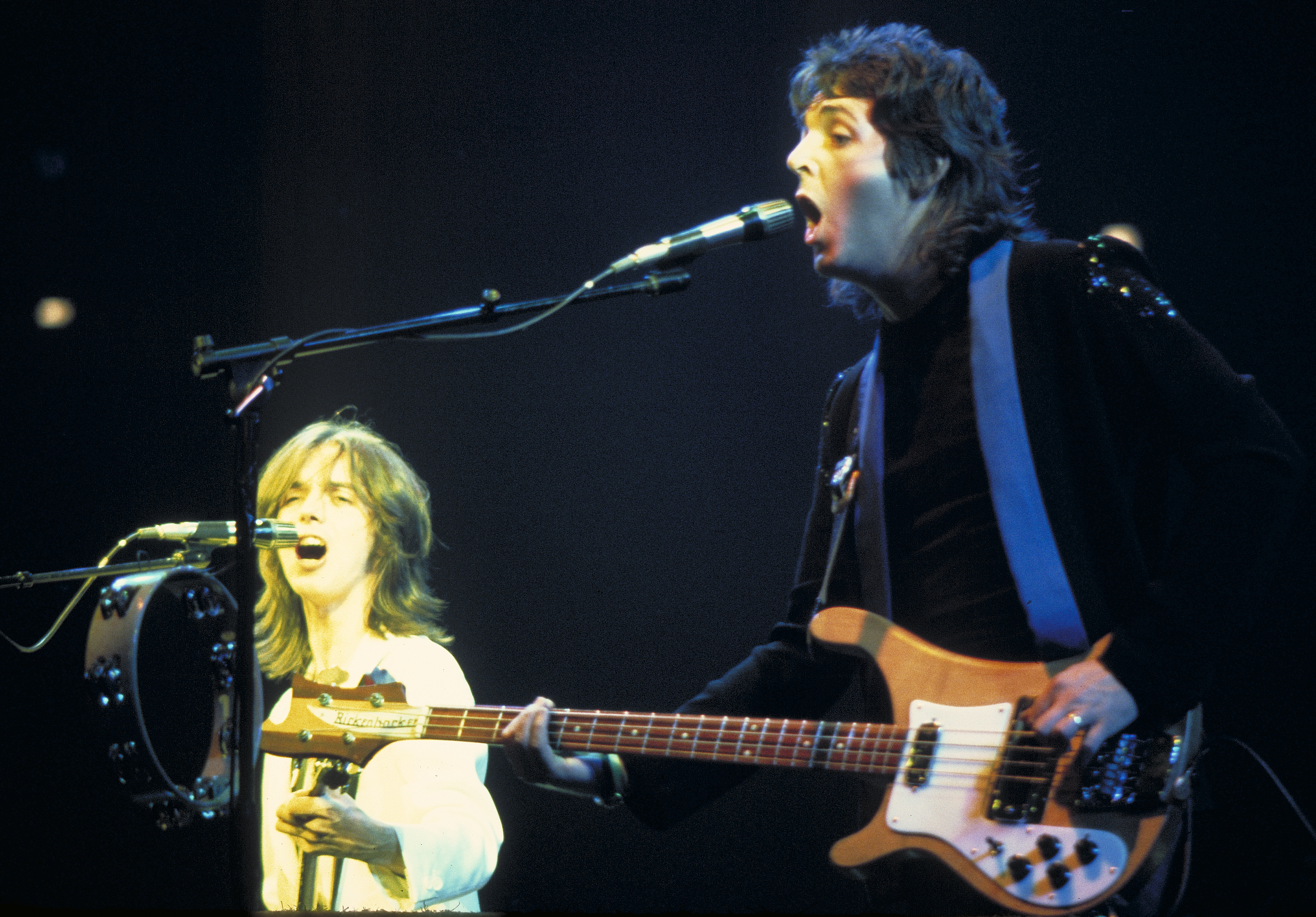
Jimmy McCulloch et Paul McCartney sur scène lors de la tournée mondiale de 1976.

Au sommet de sa popularité, le groupe se lance dans une gigantesque tournée, de 1975 à 1976. Cette fois-ci, la simplicité n'est plus de mise : l'imposante sélection de chansons contient la plupart des grands succès de Wings, mais aussi quelques chansons symboliques de Paul McCartney au sein des Beatles, notamment Yesterday. Le temps où le groupe jouait à l'improviste avec seulement deux assistants est également révolu : cette fois-ci, ce ne sont pas moins de douze tonnes de matériel qui sont transportées à chaque concert. Ceux-ci sont soutenus par une importante mise en scène à base de lasers, mais aussi de projections vidéo derrière le groupe. Après une tournée au Royaume-Uni en septembre 1975, le groupe part en novembre en Australie pour une série de concerts. La partie japonaise de la tournée, prévue ensuite, est en revanche annulée.
Vient ensuite le temps d'une pause qui reste active : afin d'assurer le soutien de la tournée, il est en effet décidé d'enregistrer et publier un nouvel album. Les vacances que prend le groupe à Hawaï permettent à McCartney de composer de nouveaux titres, puis ceux-ci sont enregistrés dans les premiers mois de 1976 aux studios d'Abbey Road. C'est un album conçu dans l'urgence qui est publié dès le mois de mars, ce à quoi le groupe fait allusion dans son titre, Wings at the Speed of Sound. Le disque s'inscrit dans la continuité de la démocratisation entamée sur Venus and Mars. Jimmy McCulloch et Denny Laine y écrivent chacun une chanson, et Joe English et Linda McCartney chantent chacun une chanson composée par Paul. Ce faisant, le groupe répond à la critique qui lui était faite depuis longtemps de n'être qu'une formation au service de McCartney ; mais la presse musicale s'empresse de critiquer le manque d'homogénéité de ce nouvel opus. Il connaît cependant un succès commercial honorable et devient no 1 aux États-Unis, poussé par le succès de la tournée mondiale et des deux singles qui en sont extraits, Silly Love Songs (réponse à ceux qui reprochent à McCartney de faire des chansons trop mièvres) et Let 'Em In.
Les concerts ont en effet repris entre-temps en Europe avec des escales à Copenhague, Berlin, Rotterdam et Paris, à peine troublés par la nouvelle de la mort du père de McCartney. Le gros morceau de la tournée débute enfin le 3 mai : une trentaine de concerts sont donnés avec un grand succès en Amérique. En septembre, la tournée s'achève par quatre concerts en Europe du Sud, notamment à Venise pour contribuer - à la demande de l'UNESCO - à la restauration de la ville. La tournée se termine par trois concerts, en octobre, à l'Empire Pool de Londres.
Les mois qui suivent permettent à McCartney de réunir, parmi les heures d'enregistrements, les meilleures prises afin de les réunir sur un triple album présentant ainsi l'intégralité d'un concert à partir de différentes prestations. Publié en décembre 1976, Wings over America, malgré son prix élevé, atteint le sommet des charts en Amérique.

### Dernière formation et déclin (1977-1981)

#### Retour à trois

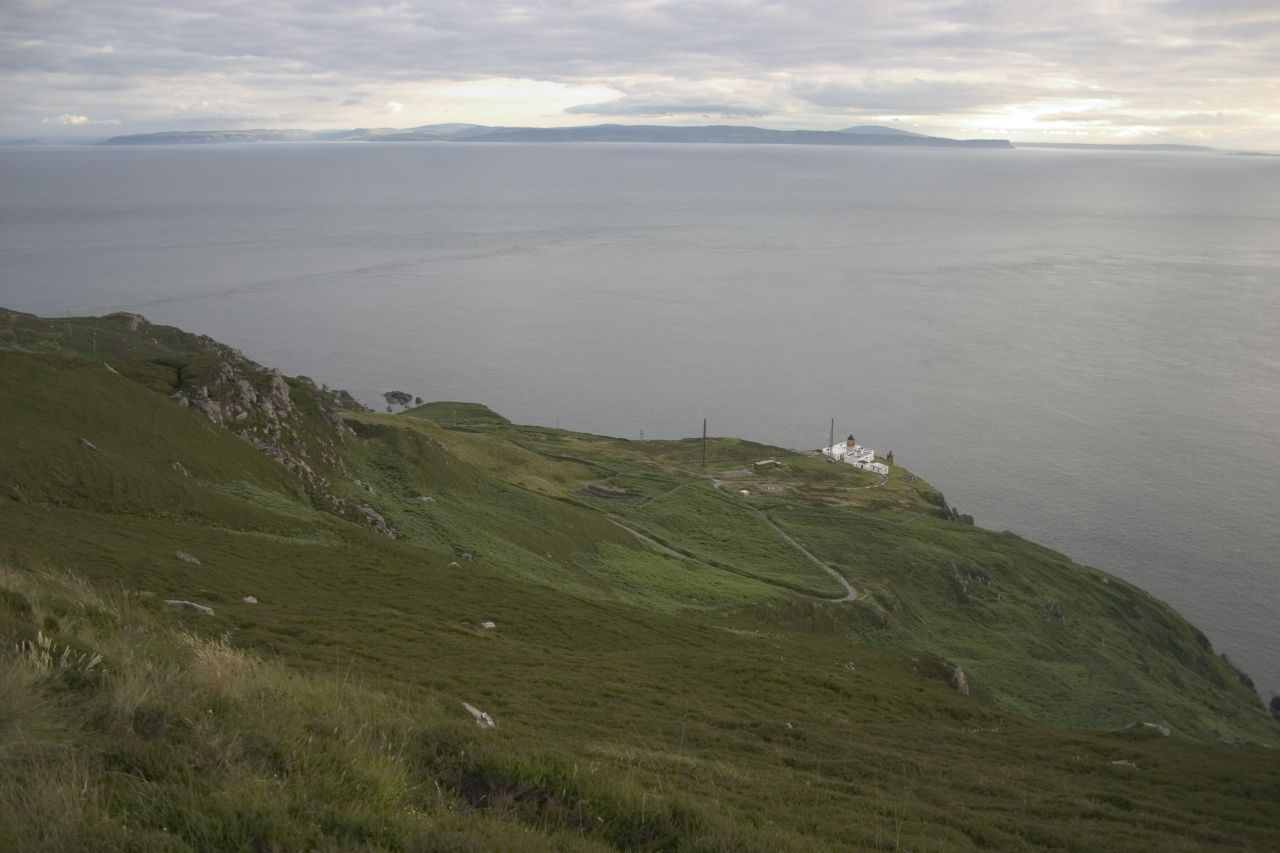
Le single Mull of Kintyre, inspiré de la péninsule écossaise du même nom, permet à Wings de battre le record de ventes au Royaume-Uni, en 1977.

Après les succès de l'année précédente, 1977 est marquée par un relatif silence discographique de Wings. Le mariage du batteur Joe English, qui part en lune de miel, et la grossesse de Linda McCartney marquent le début de l'année. En février, le groupe se retrouve pour enregistrer plusieurs chansons de leur futur album, notamment London Town, mais l'ambiance hivernale est morose. Sur une suggestion de Denny Laine, le groupe décide de partir enregistrer la suite du disque sur un bateau, aux îles Vierges. La famille McCartney occupe un navire, un deuxième est occupé par le groupe, et le dernier sert de studio. L'ambiance y est bonne malgré les incidents qui ponctuent l'enregistrement ; et une dizaine de chansons sont mises en boîte. À la même époque, le groupe lance Club Sandwich, une revue destinée aux fans, et publiée avec soin pendant un peu plus de vingt ans. À la même période, le groupe publie, sous le pseudonyme de « Suzy and the Red Stripes », une chanson de Linda enregistrée plusieurs années auparavant, Seaside Woman. L'anonymat du disque ne lui permet pas de rencontrer le succès.
Durant l'été, alors que le groupe a regagné l'Angleterre, ses activités sont ralenties. Linda doit en effet se reposer en préparation de sa grossesse, et Jimmy McCulloch se démarque de plus en plus de la formation, souffrant de problèmes de drogue de plus en plus handicapants. C'est donc sans eux que le groupe enregistre la ballade écossaise composée par McCartney et Laine, Mull of Kintyre, soutenue par un chœur de cornemuses. Publié en novembre, en prévision des fêtes de Noël, le single tranche fortement avec les autres succès de l'époque. C'est en partie ce qui assure son succès : au Royaume-Uni, le seul disque de Wings publié cette année-là atteint le sommet des classements et s'écoule à deux millions et demi d'exemplaires, battant le record établi en 1963 par She Loves You, des Beatles. Il faut attendre la reprise de Candle in the Wind par Elton John en 1997, à la suite de la mort de la princesse Diana, pour que ce record soit battu. La chanson est un succès dans plusieurs autres pays du monde, mais pas aux États-Unis, où il faut finalement axer la publicité sur la face B, le rock Girl's School.
Deux membres de Wings ne sont cependant plus présents pour goûter ce succès : Jimmy McCulloch part en effet en septembre, frustré, pour rejoindre le groupe Small Faces. Joe English, pour sa part, décide de retourner auprès de sa famille, en Amérique. Wings se retrouve donc à nouveau dans l'état où ils étaient pour publier Band on the Run. C'est en mars 1978 qu'ils publient, à trois, l'album London Town porté par le single With a Little Luck. Les critiques se révèlent partagées sur un album qu'elles qualifient souvent de « disque de transition ». Mais en atteignant la deuxième place aux classements américains, l'album est le premier à mettre fin à la série de no 1.

#### Back to the Egg et derniers concerts

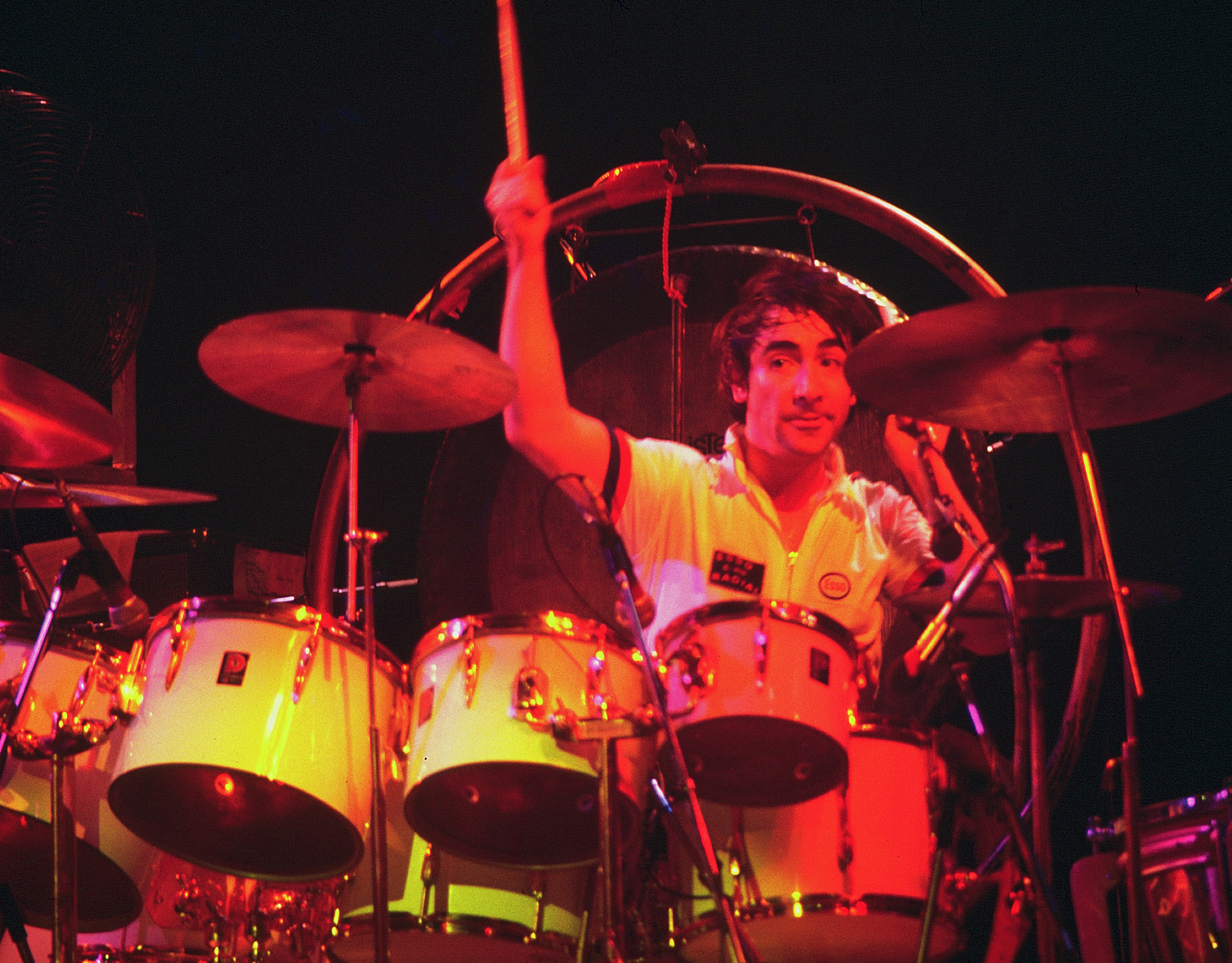
L'album Back to the Egg est marqué par la prestation du supergroupe Rockestra, dont Keith Moon devait à l'origine faire partie. Il est mort une semaine avant l'enregistrement.

Revenu à l'état de trio, le groupe doit à nouveau retrouver un guitariste et un batteur. La question du batteur est réglée dès la fin des enregistrements pour London Town, puisque Denny Laine a proposé les services de son ami Steve Holly. Sa participation au groupe reste cependant secrète quelque temps. C'est au début de l'année 1978 qu'il est engagé avec Laurence Juber, que Laine a repéré quelque temps plus tôt. C'est principalement l'occasion de jouer avec un groupe aussi notoire qui les attire, les salaires restant en revanche très inférieurs aux standards de l'époque. L'été est marqué par diverses répétitions avant le début de nouvelles sessions d'enregistrement en septembre. Le temps fort de ces sessions survient en octobre 1978 avec la réunion de « Rockestra », formation réunissant entre autres David Gilmour (Pink Floyd), Hank Marvin (The Shadows), Pete Townshend (The Who) et enfin John Bonham et John Paul Jones (Led Zeppelin). Keith Moon devait également être présent mais décède une semaine auparavant. Deux chansons sont enregistrées avec cette formation, Rockestra et So Glad to See You Here.
En mars 1979, Wings sort un nouveau single, Goodnight Tonight, air disco porté par la basse de McCartney, qui rencontre un certain succès. Un album suit, en juin, Back to the Egg. Inspiré par la vague punk, McCartney a désiré changer l'image du groupe en composant plusieurs rocks saignants, tout en donnant également quelques ballades au disque. La critique se montre assez mitigée, et le disque n'arrive pas à entrer dans les tops 5, de peu. Le disque est néanmoins accompagné de la diffusion de nombreux clips (chose rare à l'époque), qui ont reçu une grande attention.
À la fin de l'année, le groupe décide d'entamer une nouvelle tournée mondiale, plus modeste cette fois-ci. Les premières étapes sont en Angleterre, après quoi le groupe doit se rendre au Japon début 1980, puis aux États-Unis l'été suivant. Après les concerts anglais, le groupe décide de faire une pause, mais revient rapidement sur ses projets. Il est en effet invité à participer à un concert de charité pour le Cambodge, à la fin du mois de décembre 1979. La rumeur laisse espérer au public une reformation des Beatles, mais ces espoirs là sont déçus. Wings, en revanche, interprète plusieurs titres, avant d'être rejoints par la suite par le Rockestra. Ces prestations sont publiées deux ans plus tard sur l'album Concerts for the People of Kampuchea.

#### Bévue japonaise et séparation
En janvier 1980, le groupe se réunit pour répéter en vue de la tournée japonaise, pour laquelle Wings s'envole le 16 janvier. Arrivés à l'aéroport de Narita, les McCartney sont conduits à la douane. On trouve alors dans les bagages de Paul de la marijuana et le musicien est emmené au poste de police pour interrogatoire, laissant le reste du groupe et les organisateurs dans l'incertitude. Une annulation des onze dates prévues entraînerait la perte de 100 millions de yens. Il faut cependant rapidement s'y résoudre, McCartney étant maintenu en prison et interrogé par les autorités japonaises pendant une dizaine de jours, tandis que Wings est interdit de diffusion dans le pays pour plusieurs mois. Lassés d'attendre et dépités, Denny Laine, Steve Holly et Laurence Juber s'en vont au bout de cinq jours, laissant Linda McCartney gérer seule la situation, ce qui ne contribue pas à améliorer la bonne entente au sein du groupe.
À son retour, tandis que Laine peaufine un album solo, McCartney décide de retourner seul en studio pour travailler à un nouveau disque, comme il l'avait fait après la séparation des Beatles. Durant trois semaines, il élabore des arrangements en profitant des nouvelles technologies, donnant un aspect à la fois moderne et troublant à ses compositions, comme elles figuraient sur l'album McCartney. Un single en est issu, Coming Up. Si la face A est la version de McCartney seul, sa face B, en revanche, présente une performance de Wings sur ce même titre, lors des tournées de la fin de l'année précédente. C'est cette version qui permet au groupe de connaître un dernier grand succès aux États-Unis.
En octobre, Wings répète de nouvelles chansons ensemble, sans parvenir à aboutir à un résultat satisfaisant. La fin de l'année est, pour McCartney, troublée par la nouvelle de l'assassinat de John Lennon. Dans les premiers mois de 1981, il travaille à un projet de nouvel album avec les Wings, Cold Cuts, regroupant des chansons jusque-là inédites. L'album ne voit cependant jamais le jour. Lorsqu'il continue à travailler sur son futur Tug of War, McCartney ne convoque finalement que Denny Laine, qui ne participe qu'à quelques enregistrements. Bien vite, en effet, le producteur George Martin, qui a travaillé avec lui sur les disques des Beatles, lui fait comprendre qu'il ferait un meilleur travail s'il n'était plus prisonnier de cette formation.
La nouvelle de la séparation ne vient cependant pas de lui. C'est en effet Denny Laine qui annonce, le 27 avril 1981, qu'il quitte le groupe. Il explique qu'il désire retourner sur scène, tandis que McCartney est pour l'instant plus à son aise en studio. Jubber et Holly apprennent la nouvelle dans les jours qui suivent, par la presse.

### Wings reformé?

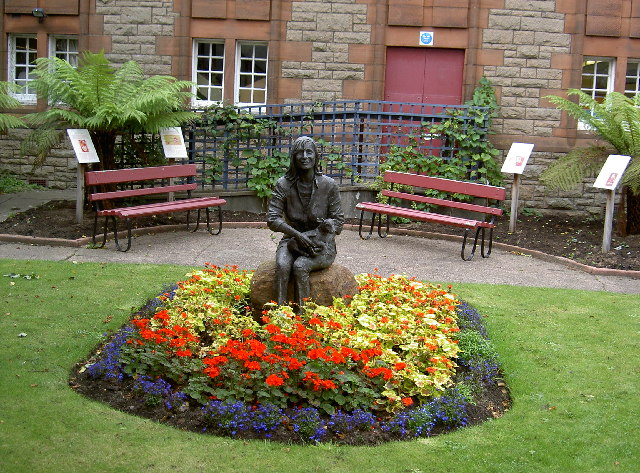
La mort de Linda McCartney en 1998 met fin à tout espoir de reformation du noyau dur de Wings. Ici une statue en hommage à Linda McCartney, au Memorial Garden de Kintyre en Écosse

Après la séparation de Wings, plusieurs rumeurs de reformation ont vu le jour. Ces reformations ont toutefois toujours été partielles. Ainsi, les deux premiers membres à avoir quitté le groupe, Denny Seiwell et Henry McCullough, sont remontés ensemble sur scène lors de conventions de fans des Beatles et ont enregistré ensemble un album de reprises de ces derniers, Shabby Road. Le passage de Geoff Britton au sein du groupe fut trop éphémère pour envisager un quelconque retour ; et la mort prématurée de Jimmy McCulloch, en 1979, a mis fin à tout espoir de réunion de la formation de la tournée mondiale. Quant au batteur Joe English, il se consacre depuis à la religion, rejetant son passé musical et les excès qui y sont liés.
La mort de Linda McCartney en 1998 met fin aux espoirs de reformation du noyau central formé par le couple McCartney et Denny Laine ; cependant, en hommage, l'album Wide Prairie est publié six mois plus tard. Il contient une sélection de chansons interprétées par Linda, dont plusieurs sont des inédits de la période Wings. Les rapports entre Laine et Paul McCartney sont par ailleurs très tendus depuis les années 1980 et tous deux ne se sont réunis sur scène qu'en une occasion, en 2007. Laine a également rendu hommage à Wings avec son album Wings at the Speed of Denny Laine en 1996, sur lequel il reprend plusieurs chansons du groupe.
Les espoirs de reformation sont cependant en partie exaucés par les derniers membres du groupe, Steve Holly et Laurence Juber, qui ont retrouvé Denny Laine sur scène de façon impromptue en plusieurs occasions pour interpréter plusieurs de leurs chansons. Denny Seiwell s'est également joint à Laurence Juber et Denny Laine en 2010.

## Composition du groupe
Tout au long de son existence, le groupe reste constitué autour du trio formé par Paul McCartney, Linda McCartney et Denny Laine. Lorsque le groupe se retrouve réduit à ce trio, Paul se charge en plus de ses parties de basse, d'enregistrer la batterie et des morceaux de guitare et de piano ; notamment sur Band on the Run. Le groupe est également composé, à ses débuts en 1971, du batteur Denny Seiwell. En 1972, le groupe est rejoint par le guitariste soliste Henry McCullough afin de pouvoir faire des tournées. Cette formation ne dure cependant que jusqu'au début de l'année 1973, puisque McCullough et Seiwell quittent tous deux le groupe juste avant le départ pour Lagos, où ils devaient enregistrer Band on the Run.
C'est donc à trois membres que le groupe poursuit sa carrière jusqu'à la fin de l'année. En novembre, pour l'enregistrement d'une chanson de Linda, ils font appel à plusieurs musiciens dont le guitariste Jimmy McCulloch. Lorsqu'au début de 1974, McCartney décide de recruter de nouveaux membres, son choix se porte directement vers le jeune guitariste. Pour le batteur, après des auditions menées en avril, le rôle échoit à Geoff Britton. Cette formation est très éphémère, car ce dernier, ne s'habituant pas au mode de vie de ses camarades, notamment les guitaristes, quitte rapidement Wings au début de 1975. Il est remplacé dans la foulée par Joe English.
Le groupe ainsi composé effectue d'importantes tournées et tient plus longtemps que les formations précédentes, jusqu'à ce que McCulloch décide de partir, en septembre 1977. Peu après, English part aussi, pour raisons familiales. Le groupe se retrouve à nouveau réduit au trio de Band on the Run. Dès mai 1978, le groupe reçoit un nouveau guitariste, Laurence Juber, et un nouveau batteur, Steve Holly. Ils participent ainsi à l'enregistrement du dernier album du groupe, Back to the Egg, et à ses dernières tournées. À partir de 1980, le groupe est inactif dans les faits, mais il est officiellement séparé en avril 1981, lorsque Denny Laine annonce son départ. Holly et Juber apprennent pour leur part la nouvelle par la presse.

## Œuvre

### Discographie
De Wild Life à Back to the Egg, Wings, sous ses multiples formations, publie sept albums studio. Parmi eux, deux atteignent le sommet des charts des deux côtés de l'Atlantique, Band on the Run et Venus and Mars. Deux autres, Red Rose Speedway et Wings at the Speed of Sound, le sont uniquement aux États-Unis. À l'exception de Wild Life, qui le frôle, tous atteignent le top 10. S'y ajoute l’enregistrement public, Wings over America, triple album qui atteint également le sommet des classements. Enfin, Wings a été l'objet de deux compilations, une publiée durant leur carrière, et au retentissement modéré, Wings Greatest, et l'autre, présentée avec un plus grand succès en 2001, Wingspan: Hits and History.
Le groupe a par ailleurs publié une trentaine de singles, dont plusieurs ont connu un grand succès, parmi lesquels Mull of Kintyre, qui a battu les records de vente au Royaume-Uni, mais aussi Live and Let Die, chanson titre d'un film de James Bond. Ce sont ainsi six premières places qu'a obtenues le groupe en Amérique, et une dans les classements britanniques, en moins de dix ans.
Wings a également participé à l'enregistrement d'albums d'autres artistes, comme McGear pour le frère de Paul McCartney, Michael, l'album de Denny Laine, Holly Days, en hommage à Buddy Holly, et celui de Linda McCartney, Wide Prairie, publié de façon posthume. Ils ont également participé à l'album Concerts for the People of Kampuchea, publié en 1981 par un collectif de plusieurs grands groupes et artistes de la période.

### Films et vidéos
Le groupe s'est impliqués dans plusieurs projets vidéos. C'est ainsi qu'en mai 1973, ils enregistrent l'émission James Paul McCartney, mélange de prestations du groupe dans sa première version, d'interprétations de leurs chansons par des invités, de micro trottoirs et de mises en scène. La réaction des critiques se révèle froide. En août 1974, ils apparaissent dans l'émission télévisée One Hand Clapping. Composée de plusieurs séquences, l'émission permet également de présenter les deux nouveaux musiciens de l'époque, Jimmy McCulloch et Geoff Britton, au cours d'une partie documentaire tournée en studio. Les autres séquences sont principalement musicales.
L'album Wings over America est pour sa part accompagné, en 1979, du film Wings Over the World, qui est désormais présent dans les éditions deluxe de l'album. De la même manière, les Concerts for the People of Kampuchea font l'objet d'un film de 90 minutes, diffusé en 1981 en Grande-Bretagne. Dernier film de Wings en concert, Rockshow est publié en 1981 à partir, également, des films de la tournée mondiale de 1975-1976.
Le groupe ne s'illustre pas qu'en live : à plusieurs reprises, des clips sont enregistrés pour faire la promotion de leurs chansons, à une époque où ce n'est pas encore un passage obligé pour les productions musicales. C'est notamment le cas avec l'album Back to the Egg, dont sept chansons font l'objet de clips qui forment, mis bout à bout, un film d'une trentaine de minutes diffusé à la télévision. Enfin, en 2001, à l'occasion de la sortie de la compilation Wingspan: Hits and History, sort également le documentaire Wingspan qui revient sur l'histoire du groupe, accompagné d'interviews inédites.